# Sutera burkeana
Sutera burkeana là một loài thực vật có hoa trong họ Huyền sâm. Loài này được Hiern miêu tả khoa học đầu tiên năm 1904.